# Marcelino Moreno
Damián Marcelino Moreno (San Martín, 25 giugno 1995) è un calciatore argentino, attaccante del Lanús.

## Caratteristiche tecniche
È un'ala destra.

## Carriera
Cresciuto nelle giovanili del Lanús, ha esordito il 20 luglio 2016 in occasione del match di Copa Argentina vinto ai rigori contro il San Martín (F).
Il 22 settembre 2020 lascia il club per trasferirsi all'Atlanta United.

## Statistiche

### Presenze e reti nei club
Statistiche aggiornate al 14 maggio 2025.
| Stagione              | Squadra               | Campionato            | Campionato | Campionato | Coppe nazionali | Coppe nazionali | Coppe nazionali | Coppe continentali | Coppe continentali | Coppe continentali | Altre coppe | Altre coppe | Altre coppe | Totale | Totale | Totale |
| Stagione              | Squadra               | Comp                  | Pres       | Reti       | Comp            | Pres            | Reti            | Comp               | Pres               | Reti               | Comp        | Pres        | Reti        | Pres   | Reti   |        |
| --------------------- | --------------------- | --------------------- | ---------- | ---------- | --------------- | --------------- | --------------- | ------------------ | ------------------ | ------------------ | ----------- | ----------- | ----------- | ------ | ------ | ------ |
| 2016                  | Lanús                 | PD                    | 0          | 0          | CA              | 2               | 0               | CS                 | 2                  | 0                  | CB          | 0           | 0           | 4      | 0      |        |
| 2016-2017             | Lanús                 | PD                    | 22         | 0          | CA              | 2               | 0               | CL                 | 4                  | 0                  | SA          | 0           | 0           | 28     | 0      |        |
| 2017-2018             | Lanús                 | PD                    | 20         | 0          | CA              | 2               | 0               | CS                 | 4                  | 0                  | -           | -           | -           | 26     | 0      |        |
| 2018-2019             | Lanús                 | PD                    | 23         | 1          | CA+CdS          | 5+4             | 1+1             | -                  | -                  | -                  | -           | -           | -           | 32     | 3      |        |
| 2019-2020             | Lanús                 | PD                    | 20         | 3          | CA+CdS          | 0+1             | 0               | CS                 | 1                  | 0                  | -           | -           | -           | 22     | 3      |        |
| 2020                  | Atlanta United        | MLS                   | 6          | 2          | -               | -               | -               | CCL                | 1                  | 0                  | -           | -           | -           | 7      | 2      |        |
| 2021                  | Atlanta United        | MLS                   | 32+1       | 9          | -               | -               | -               | CCL                | 3                  | 0                  | -           | -           | -           | 36     | 9      |        |
| 2022                  | Atlanta United        | MLS                   | 30         | 2          | USOC            | 2               | 1               | -                  | -                  | -                  | -           | -           | -           | 32     | 3      |        |
| Totale Atlanta United | Totale Atlanta United | Totale Atlanta United | 68+1       | 13         |                 | 2               | 1               |                    | 4                  | 0                  |             | -           | -           | 75     | 14     |        |
| 2023                  | Coritiba              | A1/PR+A               | 12+31      | 0+2        | CB              | 2               | 0               | -                  | -                  | -                  | -           | -           | -           | 45     | 2      |        |
| 2024                  | Lanús                 | PD                    | 25         | 5          | CA+CdL          | 1+14            | 0+4             | CS                 | 12                 | 2                  | -           | -           | -           | 52     | 11     |        |
| 2025                  | Lanús                 | PD                    | 17         | 4          | CA              | 1               | 2               | CS                 | 4                  | 1                  | -           | -           | -           | 22     | 7      |        |
| Totale Lanús          | Totale Lanús          | Totale Lanús          | 127        | 13         |                 | 32              | 8               |                    | 27                 | 3                  |             | 0           | 0           | 186    | 24     |        |
| Totale carriera       | Totale carriera       | Totale carriera       | 239        | 28         |                 | 36              | 9               |                    | 31                 | 3                  |             | 0           | 0           | 306    | 40     |        |

## Palmarès

### Club

#### Competizioni nazionali
- Copa Bicentenario: 1

Lanús: 2016
- Supercopa Argentina: 1

Lanús: 2016